# Pfälzische Dialekte
Pfälzisch (pfälzisch Pälzisch) ist ein Sammelbegriff für die Dialekte der beiden Dialektgruppen Westpfälzisch und Ostpfälzisch (Vorderpfälzisch und Kurpfälzisch). Pfälzisch gehört zu den rheinfränkischen Mundarten innerhalb der westmitteldeutschen Mundarten und zählt somit zu den mitteldeutschen Mundarten.

## Sprachgeographie

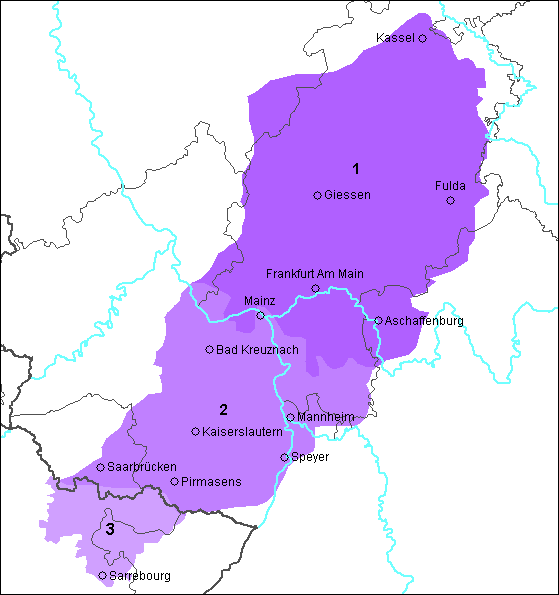
Verbreitung der Rheinfränkischen Dialekte. Pfälzische Dialekte sind mit 2 markiert.

Von den benachbarten Mundarten kann Pfälzisch mittels folgender Isoglossen abgegrenzt werden (vgl. Rheinischer Fächer):
- im Süden vom Lothringischen durch die Hus/Haus bzw. die Is/Eis-Linie, die Mundarten mit und ohne neuhochdeutsche Diphthongierung scheiden
- im Westen vom Moselfränkischen durch die dat/das-Linie (Sankt Goarer Linie)
- im Norden vom Hessischen durch die feschd/fest-Linie
- im Osten vom Südfränkischen und Ostfränkischen durch die Abbel/Apfel-Linie (Speyerer Linie) oder die Pund/Pfund-Linie (Germersheimer Linie)

Nach dieser Abgrenzung spricht Pfälzisch, wer Haus (oder Hous), das, feschd und Abbel (bzw. Pund) sagt. Zum pfälzischen Sprachgebiet zählen damit Mundarten im ehemaligen Regierungsbezirk Pfalz in Rheinland-Pfalz und im westlich angrenzenden Saarpfalz-Kreis – mit Ausnahme einiger Mundarten im südlichen Teil, die lothringische Merkmale aufweisen – und Teile des übrigen Saarlandes, weiter die Region Kurpfalz in Baden-Württemberg (Kurpfälzisch), an die Pfalz grenzende Teile des Hunsrücks, die Region Bergstraße in Hessen sowie Teile des Odenwalds und fast ganz Rheinhessen. Damit reicht der pfälzische Sprachraum über die Grenzen der Pfalz hinaus; andererseits werden die in der Pfalz gesprochenen Dialekte, die südöstlich der Appel/Apfel-Linie bzw. der Pund/Pfund-Linie liegen (Verbandsgemeinde Hagenbach), zum Südfränkischen gezählt.
Die sprachgeographische Abgrenzung weist dem Pfälzischen einen Sprachraum zu, der auch Gebiete umfasst, deren Sprecher ihre Mundart nicht als Pfälzisch bezeichnen, darunter Teile des Saarlandes mit Saarbrücken, den Großteil Rheinhessens, den Rheingau mit Rüdesheim und den Odenwald. Dieses Dilemma fasste Ernst Christmann schon 1926 in den Satz: Das Pfälzische ist ein Teil des Pfälzischen.
Die Dialekt-Wörterbücher legten ihre Untersuchungsgebiete – aus praktischen Erwägungen – nach politischen Grenzlinien fest. Das Pfälzische Wörterbuch beinhaltet das Pfälzische innerhalb der Grenzen der ehemaligen bayerischen Pfalz, wie sie zwischen 1816 und 1920 und insbesondere zu Projektbeginn im Jahr 1912 bestanden. Die Sprachgeographie des linksrheinischen Pfälzischen in Rheinland-Pfalz und im Saarland wird beschrieben im Mittelrheinischen Sprachatlas.
Ein dritter Ansatz für die Abgrenzung und Darstellung des Pfälzischen kann das Selbstverständnis der Sprecher sein, die ihre Mundart als Pfälzisch bezeichnen. Diesen Ansatz legte Rudolf Post seiner Darstellung des Pfälzischen zugrunde.
Die Übergänge zwischen den Mundarten sind fließend, und auch innerhalb des Pfälzischen gibt es charakteristische Unterschiede, vor allem zwischen dem Vorder- und Westpfälzischen. Die gebroch-gebroche-Linie quer durch den dünn besiedelten Pfälzerwald teilt das Pfälzische in Westpfälzisch und Ost- bzw. Vorderpfälzisch. Im Westpfälzischen hat das Partizip der Vergangenheit bei starken Verben keine Endung (gebroch, gesung, kumm), im Vorderpfälzischen endet es auf -e (g(e)broche, g(e)sunge, kumme).
Wie bei anderen Dialekten auch hat jeder Ort seine eigene Dialekttradition. So gibt es bestimmte Lautungen, die in dem einen Dorf zu finden sind, aber bereits im Nachbarort nicht mehr. Aktuell ist die Tendenz messbar, dass der Grad der Dialektalität bei jüngeren und mobilen Sprechern abnimmt, ortseigene Sonderformen aufgegeben werden und der Sprachgebrauch tendenziell in einen großräumigen Regiolekt mündet.
Während der Auswanderungswellen nach Südost- und Osteuropa und nach Nord- und Südamerika emigrierten, beginnend mit der Massenauswanderung der Pfälzer (1709), im 18. und 19. Jahrhundert zahlreiche Pfälzer. Sie sprachen ihren mitgebrachten Dialekt teilweise über viele Generationen hinweg bis weit in das 20. Jahrhundert hinein. In den US-Bundesstaaten Pennsylvania, Ohio, Indiana und 29 weiteren US-Staaten sowie im kanadischen Ontario hält sich der Dialekt bei Mennoniten alter Ordnung und bei Amischen bis heute. Mehrere hunderttausend Amerikaner und Kanadier sprechen bzw. verstehen noch heute diesen Dialekt, der dem rezenten Pfälzisch sehr ähnlich ist und den die Sprecher selbst „Deitsch“ nennen. Auf Englisch heißt er Pennsylvania German, wird aber häufiger Pennsylvania Dutch genannt. Eine Reihe pfälzischer Sprachinseln innerhalb des geschlossenen deutschen Sprachgebietes entstand durch gezielte Anwerbeprojekte, z. B. Viereck (Vorpommern), oder ausnahmsweise, so die Pfälzische Sprachinsel am Niederrhein, durch Auswanderer, deren Mittel zur Weiterreise nicht reichten. Sie sind – ebenso wie zahlreiche pfälzische Sprachinseln in Südost- und Osteuropa, deren Geschichte mit Umsiedlung, Flucht und Vertreibung um 1945 endete – heute nur noch relikthaft nachweisbar.

## Phonetik

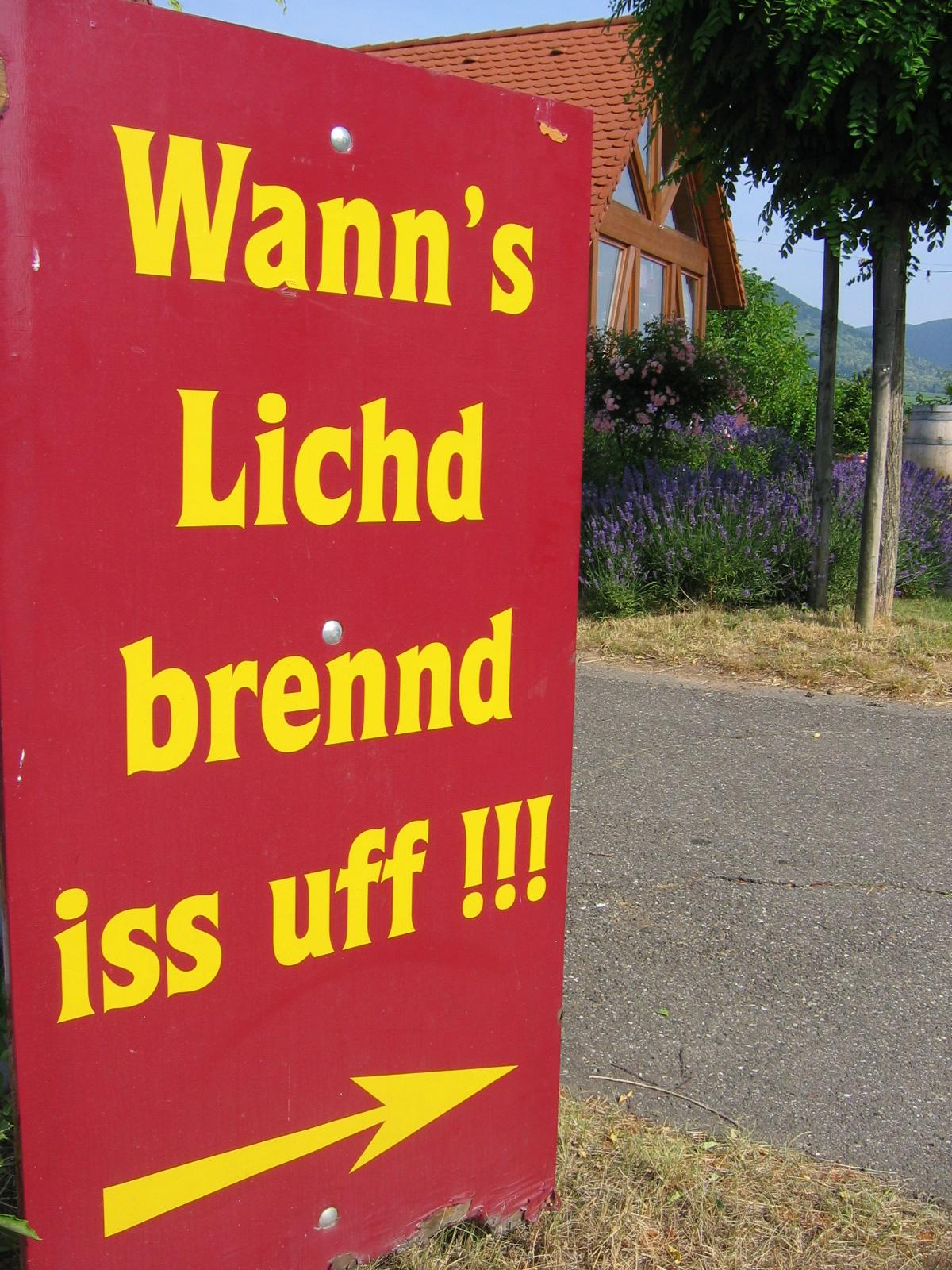
Schild einer Gaststätte in Hainfeld an der Weinstraße

Im Pfälzischen wurde, wie bei allen mitteldeutschen Dialekten, die hochdeutsche Lautverschiebung nicht vollständig durchgeführt; charakteristisch sind die erhaltenen p-Lautungen im Anlaut, wie in dem bekannten Spruch: In de Palz geht de Parrer mit de Peif in die Kerch.
Weitere Eigentümlichkeiten des Pfälzischen:

### Konsonanten
- Binnendeutsche Konsonantenschwächung: Tendenz zur Stimmhaftigkeit bei Plosiven; im In- und Anlaut: /t/ → [d]; im Inlaut: /p; k/ → [b; g][14]
  - Althochdeutsch t im Anlaut wird zum d, außer in relativ jungen, aus dem Hochdeutschen entlehnten Wörtern: Diir, Deer „Tür“; rischdisch „richtig“; aber: Tee, Terror, Tuub „Tube“
  - Spirantisierung von intervokalischem b, d, g; siwwe „sieben“ (Zahl), auch zwischen l oder r und Vokal; Kolwe „Kolben“, Bärwel „Bärbel“
- Besonderheiten bei der Aussprache von intervokalischem g[15]
  - intervokalisches g wird zum /⁠ç⁠/ (ch); Nachel „Nagel“, im Norden entfällt es ganz, dort sagt man Naal; draan (westpfälzisch) bzw. draache, draae (vorderpfälzisch) „tragen“.
- Besonderheiten bei der Aussprache von intervokalischem d, ehemals verbreitet, seit dem 20. Jahrhundert weithin im Rückgang begriffen[16]
  - Rhotazismus in der westlichen Vorderpfalz, der Zentral- und Nordpfalz und der Westpfalz, zum Beispiel guude → guure /guːrə/, Wedder → Werrer
  - Lambdazismus in Teilen der Kurpfalz, der Nordwestpfalz und in vereinzelten Ortschaften in der Saar- und Vorderpfalz (beispielsweise Altrip), zum Beispiel Wedder → Weller
  - Ersetzen des d durch ein [⁠ð⁠] in einzelnen Ortschaften in der Vorderpfalz. Dieses Phänomen ist so gut wie verschwunden, der Laut wird von der jüngeren Generation durch d, r, l oder sogar j ersetzt.
- Gelegentlich fällt das d ganz aus (im 20. Jahrhundert zunehmend auch bei der 2. Person Singular der Verben)[17]
  - unner „unter“; furch(d)bar, forch(d)bar „furchtbar“; du bisch(d) „du bist“
- Schriftsprachliches „sk, sp, st, rs“ wird im In- und Anlaut zu schg, schb, schd, rsch: Muschgel „Muskel“; Weschb „Wespe“; feschd „fest“; Wersching „Wirsing“[18]
- Koronalisierung (verbreitet sich seit Mitte des 19. Jahrhunderts): Zusammenfall der Phoneme /⁠ç⁠/ (ch) und /⁠ʃ⁠/ (sch) zu [⁠ʃ⁠] (sch) oder [⁠ç⁠] oder einem Laut zwischen sch und ch[19]
- Die Kombination gh wird vorderpfälzisch meist wie k gesprochen, bh selten wie p
  - ghowe „gehoben“ → kowe (Des hab isch ghowe/kowe „Das habe ich gehoben“), gherd „gehört“ → keerd (Hoschd des ned kerd? „Hast du das nicht gehört?“). In geschriebenen Texten wird die Graphie gh- benutzt, um die Morphologie sichtbar zu machen und damit das Lesen zu erleichtern (ghowe, gheerd).
  - bhalde „behalten“ → palde (Des konnscht palde „Das kannst du behalten“)

### Vokale
- Im Standarddeutschen sind die mittelhochdeutschen Vokale/Diphthonge ei [ɛɪ̯] und î [iː] zum Diphthong ei [aɪ̯] zusammengefallen, während diese im Pfälzischen unterschieden werden. Dem mittelhochdeutschen ei entspricht zentralpfälzisches ää (kurpfälzisch aa/åå/ee): Schdää, Sääf, Klääd „Stein, Seife, Kleid“. Dem mittelhochdeutschen î entspricht westpfälzisch ai, ostpfälzisch oi: Woi, doi, soi „Wein, dein, sein“.[20]

Der Vokal in laufen in der Pfalz

- Ebenso verhält es sich mit den im Hochdeutschen zu au zusammengefallenen mittelhochdeutschen ou und û. Das mittelhochdeutsche ou findet in pfälzischem aa seine Entsprechung: Aag, Schdaab, Raach „Auge, Staub, Rauch“, in der Südpfalz und Teilen der Nordwestpfalz allerdings ää [ɛː]: Frää „Frau“. Das mittelhochdeutsche û ist wie im Hochdeutschen zu au (südwestpfälzisch ou) geworden: Haus (südwestpfälzisch Hous) „Haus“.[21]
- Im Südostpfälzischen kommt teilweise Diphthongierung vor, zum Beispiel grouß „groß“.[22]
- Senkung (Öffnung, teils mit Längung) von i zu e und von u zu o tritt generell vor r ein: Kerch „Kirche“, [eː] → [ɛː] ([ɛːɐ̯d] „Erde“), [⁠ʊ⁠] → [⁠ɔ⁠] ([dɔɐ̯ʃd] „Durst“).[23]
- Mittelhochdeutsches kurzes u vor Nasalen, das im Hochdeutschen oft zu o geworden ist, ist im Pfälzischen als u erhalten geblieben: Sunn „Sonne“, kumme „kommen“.[24]
- Mittelhochdeutsches langes a, das im Hochdeutschen erhalten ist, ist im Pfälzischen zu o verdumpft: Hoor „Haare“, schloofe „schlafen“.[25]
- Durchgehend verbreitet ist die Entrundung von mittelhochdeutschem und standardsprachlichem „ö“, „ü“ zu e, i: kenne „können“, Schlissel „Schlüssel“. Im Pfälzischen kommen daher die Laute ö und ü nicht vor.[26]
- Gelegentlich treten Sprossvokale auf: Millich „Milch“, Sennef „Senf“.[27]
- Nicht überall, aber zum Beispiel im Vorderpfälzischen kommt Nasalierung vor, zum Beispiel Land → [lɑ̃nd/lɔ̃nd] (gerne als Lånd verschriftet).[28]
- Verschleifung von -er im Auslaut zu -a [⁠ɐ⁠] oder [⁠a⁠], z. B. Parra „Pfarrer“ (meist nicht verschriftet, man schreibt das leichter lesbare Parrer).
- Endständiges e wird wie in allen mittel- und oberdeutschen Dialekten apokopiert, der Plural bleibt aber meistens weiterhin vom Singular unterscheidbar; Hund, Hunn „Hund, Hunde“; Aff, Affe „Affe, Affen“.

## Grammatik

Die verschiedenen Formen von
„(ich) habe“ in der Pfalz

Die Grammatik zeichnet sich gegenüber dem Hochdeutschen (wie bei anderen Dialekten) durch eine starke Reduktion des Nominal- und Verbalsystems aus.

### Verbalsystem
Das Pfälzische kennt nur vier Zeiten: Präsens, Perfekt und Plusquamperfekt und die einfache, d. h. zusammengesetzte Zukunft. Das Präteritum ist bis auf wenige Restformen bei den Hilfsverben verschwunden und wird durch das Perfekt ersetzt. Es gibt nur eine mit dem Hilfsverb „werre“ (werden) zusammengesetzte Futurzeit. Eine Zukünftigkeit wird meistens durch Präsens mit entsprechendem Kontext ausgedrückt. Ohne Zeitangabe wird die Zukünftigkeit durch besagtes Futur ausgedrückt. Das Plusquamperfekt ist selten.
In der Konjugation sind alle drei Pluralformen gleich, nicht nur die erste und dritte Person wie im Hochdeutschen.
Konjugationsbeispiel „haben“ (schwaches Verb):
| Präsens        |          |
| Singular       | Plural   |
| ich hann       | mir hann |
| du hasch       | ihr hann |
| er/sie/es hadd | die hann |
| Infinitiv      |          |
| hann           |          |

| Präsens        |          |
| Singular       | Plural   |
| ich habb       | mir hänn |
| du hoschd      | ihr hänn |
| er/sie/es hodd | die hänn |
| Infinitiv      |          |
| hawwe          |          |

| Präsens        |          |
| Singular       | Plural   |
| ich hunn       | mir hunn |
| du hoschd      | ihr hunn |
| er/sie/es hodd | die hunn |
| Infinitiv      |          |
| hunn           |          |

Konjugationsbeispiel „gehen“ (starkes Verb):
| Präsens        |          |
| Singular       | Plural   |
| ich geh(n)     | mir gehn |
| du gehsch      | ihr gehn |
| er/sie/es gehd | die gehn |
| Infinitiv      |          |
| gehn           |          |

| Präsens        |          |
| Singular       | Plural   |
| ich geh        | mir gehe |
| du gehschd     | ihr gehe |
| er/sie/es gehd | die gehe |
| Infinitiv      |          |
| gehe           |          |

Imperativ: geh etc.
Perfekt: i(s)ch bin gång(e) etc.
Plusquamperfekt: i(s)ch war gång(e) etc.
Futur: i(s)ch werr gehn/gehe etc., Präsens, wenn die Zeit angegeben oder aus dem Kontext ersichtlich ist, dass die Handlung nicht in der Gegenwart erfolgen kann. Z. B.: I(s)ch geh no(ch) Ameriga „Ich gehe nach Amerika“
Das Partizip wird manchmal anders gebildet als im Hochdeutschen, z. B. gesass statt „gesessen“ oder gestock statt „gesteckt“, aber gedenkt statt „gedacht“, gewisst statt „gewusst“, gebrung (westpfälzisch) „gebracht“.
Bei den Modi fehlen die Konjunktive, mit der Ausnahme des Konjunktivs II bei einigen Hilfs- und Modalverben:
han/hawwe „haben“: er hat/hott → er hätt
sinn „sein“: sie is → sie wär
dun/due „tun“: es dut → es deet
kenne „können“: er kann → er kennt
Bei anderen Verben wird das Hilfsverb modifiziert; liegt keines vor, wird „dun“ eingeschaltet:
Er hot g(e)saacht, die hott net laut genung g(e)rufe. „Er sagte, sie habe nicht laut genug gerufen.“ (meist vorderpfälzisch)
Er hat gesaat, die hat net laut genung geruf. „Er sagte, sie habe nicht laut genug gerufen.“ (meist westpfälzisch)
Er saacht, die deet net laut genung rufe. „Er sagt, sie rufe nicht laut genug.“ (meist vorderpfälzisch)
Er saat, die deet net laut genung rufe oder Er saat, es ruft net laut genuch. „Er sagt, sie rufe nicht laut genug.“ (meist westpfälzisch)

### Nominalsystem
Drei Kasus sind in Gebrauch, jedoch ohne eigene Kasusendungen. Der Genitiv fehlt und wird regelmäßig durch Hilfskonstruktionen unter Zuhilfenahme des Dativs ersetzt.
Deklinationsbeispiel: „der Bär, die Bären“
|           | Singular        | Plural   |
| --------- | --------------- | -------- |
| Nominativ | de Bär          | die Bäre |
| Dativ     | dem Bär         | de Bäre  |
| Akkusativ | de Bär / en Bär | die Bäre |

Beispiel für den Ersatz des schriftsprachlichen Genitivs durch den Dativ:
Hochdeutsch: „Gertrud Schäfers Onkel ist Harald Webers Kollege“;
Westpfälzisch: Em Schäfer Gertrud sei Unggel is’m Wewer Harald sei Kolleech.
Vorderpfälzisch: De Ungel vun de Gertrud Schäfer is’m Harald Wewer soin Kolleech.
Vorderpfälzisch: De Schäfers Gertrud ihrn Ungel is’m Wewers Harald soin Kolleech.
Nordpfälzisch: Em Schäfer Gertrud soi Unggel is däm Weber Harald soi Kolleeg.
Verben, Präpositionen und Adjektive, die standardsprachlich den Genitiv verlangen, werden nicht gebraucht oder mit dem Dativ konstruiert: wemm sei Audo? (westpfälzisch) „wessen Auto?“.
Zur Anzeige der Familienzugehörigkeit ist eine Konstruktion gebräuchlich, die formal einem Genitiv entspricht, sich jedoch aus einer Pluralform ableitet: Millersch Audo oder Millersch ihr Audo „das Auto der Familie Müller“; Scheiermanns Lina „Lina aus der Familie Scheuermann“; Keßlersch gehn in die Kerch „die Familie Keßler geht zur Kirche“.

### Relativsatz
Anstelle der Relativpronomina „der, die, das“ (im Sinne von „welcher, welche, welches“) wird im Pfälzischen „wo“ bzw. wu verwendet.
Beispiel: Kennscht du den, wu do vorne laaft? „Kennst du den, der da vorne läuft?“

### Pronomina
Die Personalpronomina weichen vom Hochdeutschen ab. Wichtig ist der Unterschied zwischen betonten und unbetonten Pronomina (Genitiv entfällt, Westpfälzisch):
Betont:
„ich“: i(s)ch, mir, misch
„du“: du, dir, disch
„er / sie / es“: der, dem, den / die, derre, die / des, dem, des
„wir“: mir, uns, uns
„ihr“: ihr, eisch, ei(s)ch
„sie“ die, denne, die
Unbetont:
„ich“: i(s)ch, ma, misch
„du“: (d), da, disch
„er / sie / es“: a, (e)m, (e)n / se, re, se / s, (e)m, s
„wir“: ma, uns, uns
„ihr“: (d)a, eisch, ei(s)ch
„sie“: se, ne, se
Beispiel für unbetonte Pronomina:
- wann (de) meensch(t) „wenn du meinst“
- wann a meent „wenn er meint“
- wann a meenen „wenn ihr meint“
- wann se meenen „wenn sie meinen“

Das „sie“ ist dem Pfälzischen in betonter Stellung fremd, sowohl als weibliche 3. Person Singular als auch als 3. Person Plural, und wird in dieser Stellung durch die ersetzt. In unbetonter Stellung lautet „sie“ dagegen se. Weibliche Personen sind vor allem im Westpfälzischen grundsätzlich neutral, anstelle von „die“ heißt es meist es.
Es Elfried hat angeruf. „Die Elfriede hat angerufen.“

### Artikel und grammatisches Geschlecht
Wie im gesamten süddeutschen Raum üblich, werden Personen stets unter Verwendung des Artikels genannt, und Nachnamen werden generell vorangestellt. So entspricht dem hochdeutschen Satz „Peter Meier geht zu Müllers“ pfälzisch De Meier Peder geht zu’s / geht bei Millers.
Das Pfälzische kennt drei Geschlechter (bestimmte Artikel: de, die, es). Der unbestimmte Artikel e [ə] ist im Westpfälzischen für alle drei Geschlechter gleich, im Vorderpfälzischen existieren die Artikel en (maskulin) und e/enni (feminin, unbetont/betont). Weibliche Personen sind (mit Ausnahme des Vorderpfälzischen) meist neutrum und nicht feminin (wie im Moselfränkischen, im Ripuarischen und in Teilen des Hessischen)
Mädchen/Frauen sind:
- (im Westpfälzischen) neutrum; ursprünglich immer, wenn der Vorname allein steht; bei kleinen Mädchen und jungen Frauen; wenn es sich um eine Bekannte handelt; wenn eine Beziehung als Besitzverhältnis ausgedrückt wird (em Oddo seins).
- feminin, wenn die Person indirekt bezeichnet wird und Genus oder Endung es erfordern (die Müllersch, em Oddo sei Freindin); wenn man das Gefühl hat, die neutrale Form sei nicht angemessen (die Elfriede); wenn es sich um eine fernstehende und/oder prominente Person, vor allem aus dem nichtpfälzischen Sprachraum handelt (dann wird auch die fremde Voranstellung des Vornamens verwendet: die Uschi Glas statt es Glase Uschi)

Vor allem im städtischen Bereich (Kaiserslautern, Pirmasens) kann die Verwendung von die statt es vor weiblichen Vornamen beobachtet werden.
Die Verwendung von die ohne Vorname hat einen abfälligen Anklang und wird bei westpfälzischen Schimpfwörtern stets an Stelle von es verwendet. Zunehmend verbreitet sich das wertneutrale Fremdwort sie im Sprachgebrauch.
es Uschi → die Uschi „die Uschi“
es hat gesaat → sie hat gesaat „sie hat gesagt“

## Wortschatz
Der Wortschatz des Pfälzischen wird im Pfälzischen Wörterbuch beschrieben.
Ein Kernbestandteil des Wortschatzes sind bzw. waren die Wörter zur Bezeichnung der bäuerlichen Kultur, der Kulturpflanzen und Haustiere sowie der alten Handwerke. Sie reichen teils in die indogermanische Zeit zurück oder sind als Übernahmen aus dem Vulgärlatein ins Pfälzische eingegangen. Viele dieser Wörter sind mit Aufgabe herkömmlicher Lebens- und Arbeitsweisen im 20. Jahrhundert aus dem Wortschatz der Sprecher verschwunden.
Im Wortschatz finden sich (vor allem bei der älteren Bevölkerung) zahlreiche Lehnwörter aus dem Französischen wie das Lawor für Waschschüssel (von lavoir), der Bottschamber (von pot de chambre „Nachttopf“), der Hussjee (von huissier „Gerichtsvollzieher“) oder die Aufforderungspartikel alloo, alla (von allons „gehen wir; vorwärts, los, wohlan“). Ein Teil der Wörter französischer Herkunft wurde direkt aus den lothringischen Dialekten entlehnt und zeigt deshalb einen Lautstand, der auf nordostfranzösischer Basis beruht, zum Beispiel Mermidd, Mermedd „Kochtopf“, das auf lothringisch mermite und nicht auf standardfranzösisch marmite „Kochgeschirr“ basiert. Sehr viel mehr Wörter wurden jedoch zwischen dem 17. und 19. Jahrhundert aus der französischen Standardsprache entlehnt, einer Zeit, als die französische Sprache und Kultur eine starke Stellung im Adel und den gebildeten Schichten Deutschlands hatte. Diese wurden dann auch von der einfachen Bevölkerung in ihre Mundarten übernommen und halten sich dort als „abgesunkenes“ Wortgut, während die deutsche Standardsprache sie längst wieder aufgegeben hat. Beispiele sind etwa Blimmoo „Federbett“ (französisch plumeau) oder die eingangs genannten Lawor und Bottschamber. Auffällig sind auch die vielen französischen Lehnwörter in der Verwaltungssprache wie Määr „Bürgermeister“ (französisch maire) oder der eingangs genannte Hussjee, welche in der vom späten 18. bis ins spätere 19. Jahrhundert dauernden Zeit gründen, als die Pfalz zum französischen Rechtsgebiet gehörte.
Auch manche Lehnwörter aus dem Westjiddischen sind im Pfälzischen vertreten, aus dessen hebräisch-aramäischer Komponente beispielsweise Kazuff für Metzger oder Zores für Streit sowie aus der romanischen Komponente ore „in der Synagoge beten, halblaut vor sich hin lernen, jammern, plaudern“ (westjiddisch ore „beten“, von lateinisch orare) oder bemmsche „Gedichte herunterleiern“ (westjiddisch bemsche „segnen“, von lateinisch benedicare). Diese stammen aus der Zeit, als in der Pfalz und ihren Nachbarregionen zahlreiche Juden lebten; Speyer, Worms und Mainz waren im Mittelalter bedeutende Zentren jüdischer Gelehrsamkeit.
Charakteristisch sind die pfälzischen Redewendungen ah jo, hochdeutsch „ja, klar“ (Bsp: Ah jo, nadierlich tringge ma noch en Schobbe) und alla hopp, alla guud, hochdeutsch „na dann“ (Bsp.: Alla hopp, enner geht noch).

## Pfälzische Dichtung

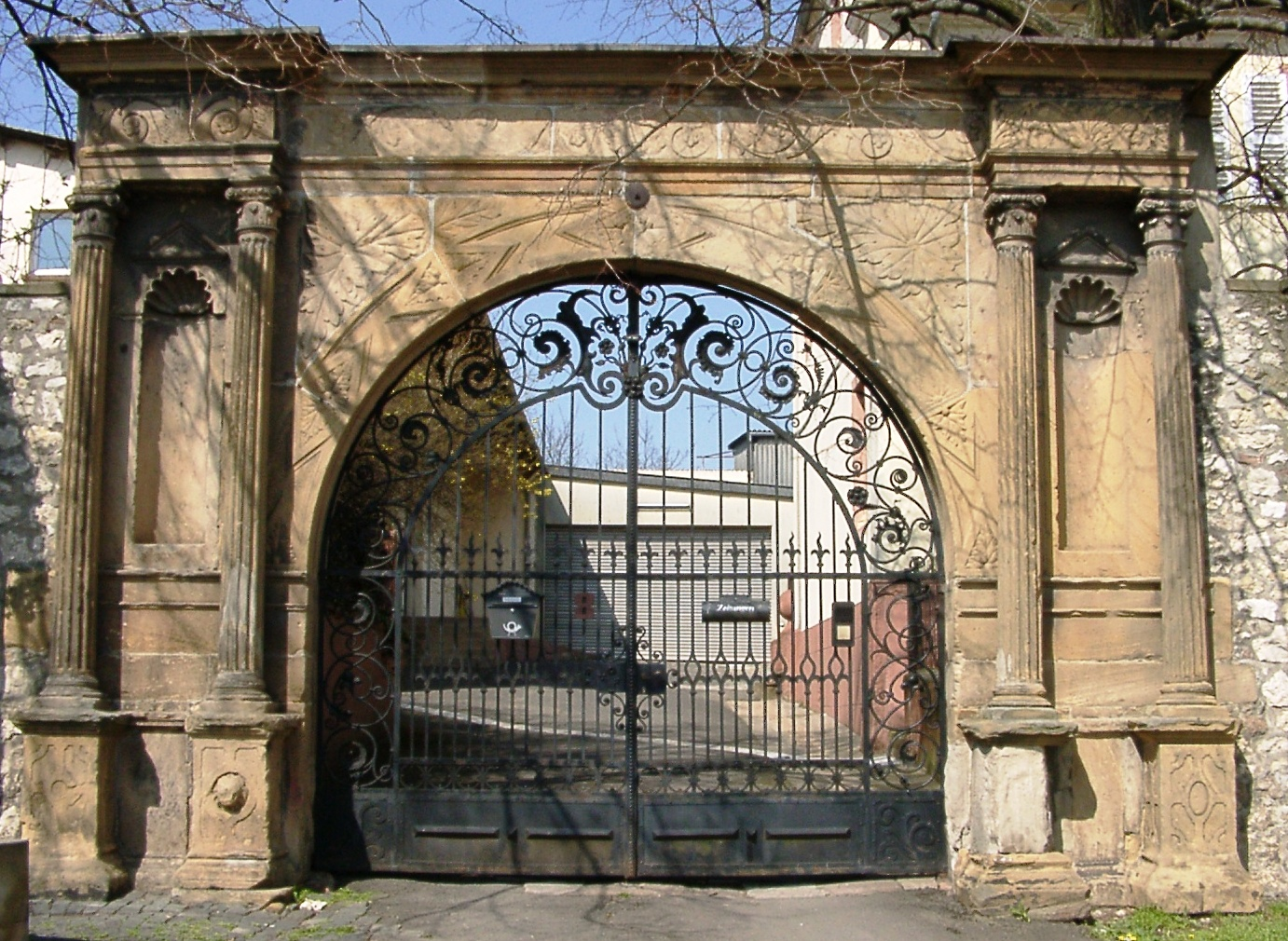
In der ehemaligen Emichsburg treffen sich die Teilnehmer nach dem Pfälzischen Mundartdichterwettstreit Bockenheim.

Es existiert eine vielfältige pfälzische Lyrik- und Prosadichtung. Diese wurde traditionell vor allem von volkstümlichen „Heimatdichtern“ getragen, von denen etliche große Popularität genossen. Da das Pfälzische zahlreiche Elemente, die für eine Schriftsprache unverzichtbar sind, vermissen lässt, sind die Ergebnisse in der Rückschau manchmal von unfreiwillig humoristischer Qualität, vor allem, wenn zum umständlichen Umgang mit der Mundart auch noch eine klischeehafte Themenwahl aus dem Bereich „Weck, Worscht un Woi“ kommt.
Beim alljährlichen Bockenheimer Mundartdichterwettstreit und den drei weiteren bedeutenden Konkurrenzen in Dannstadt, Gonbach und Wallhalben/Herschberg lässt sich jedoch feststellen, dass die Reformbemühungen in der pfälzischen Mundartdichtung Früchte getragen haben. Die moderne Dialektlyrik bringt vermehrt Gedichte von hohem literarischem Niveau und teilweise avantgardistischer Formgebung hervor. Zudem gibt es Ansätze zu modernen Dialektdramen, so bei der Sparte „szenische Darbietung“, die der Mundartwettbewerb Dannstadter Höhe ab 2001 für einige Jahre ins Programm aufgenommen hatte.
Mundartliteratur ist entstehungsgeschichtlich Volks- und Heimatdichtung mit den Hauptgattungen Gedicht, Schwank und mündliche Erzählung. Dem Dialekt als reiner gesprochener Sprache fehlen außerdem die Mittel, um zum Beispiel kompliziertere Zeitstellungen in befriedigender Weise zu verschriftlichen. Versuche, lange Prosaformen wie Romane im pfälzischen Dialekt abzufassen, hat es gegeben, wenn auch keine davon nennenswerten Bekanntheitsgrad erlangt haben. Auch sonstige Langformen sind selten. Es überwiegen Anthologien besinnlichen und/oder humoristischen Inhalts.
Franz von Kobell (1803–1882), der in München geborene, aus der Mannheimer Familie Kobell stammende Altmeister der pfälzischen Mundartdichtung, hat die Problematik, in der Mundart zu schreiben, in einer Strophe über die „Pälzer Sprooch“ so ausgedrückt:
Wer kann ’n liewe Glockeklang
so schreiwe, wie er klingt.
Un wer kann schreiwe mit de Schrift,
wie schee e Amsel singt?
Des kann mit aller Müh kee Mensch,
denk nor e bißche nooch.
Un wie mit Glock un Vochelsang
is ’s mit de Pälzer Sprooch.
Bekanntestes Werk der pfälzischen Mundartliteratur ist wohl Paul Münchs (1879–1951) „Die Pälzisch Weltgeschicht“ (1909), formal irgendwo zwischen humoristischem Lyrikband und Versepos anzusiedeln. Die durchaus selbstironische Darstellung des Pfälzers als Krone der Schöpfung und der Pfalz als Mittelpunkt der Welt hat stilistisch und inhaltlich bis heute den Löwenanteil aller nachfolgender Mundartdichtung geprägt. Zu den zeitgenössischen Autoren, die den Dialekt auch als Ausdrucksmöglichkeit für anspruchsvolle literarische Texte nutzen, zählen der in Mannheim geborene Arno Reinfrank (1934–2001), Michael Bauer (* 1947), Albert H. Keil (1947–2023), Walter Landin (1952–2021) sowie Bruno Hain (1954–2024). Sie haben u. a. versucht, die Zeit des Nationalsozialismus auch über pfälzische Texte begreifbar zu machen und zum Beispiel mit der Verlegung von Stolpersteinen zu verbinden. Die  bosener gruppe, benannt nach ihrem Gründungs- und Versammlungsort Bosen im nordöstlichen Saarland, hat sich zum Ziel gesetzt, die Mundartliteratur aus dem rhein- und moselfränkischen Sprachraum zu fördern.

## Sprachbeispiele
Es folgen je ein Beispiel für eine westpfälzische, eine ostpfälzische und eine batschkapfälzische Mundart, die beiden ersteren nach verschrifteten Tonaufnahmen. 
Westpfälzisch (Kaiserslautern, nach Tonaufnahme 1992–1997):
Unn die [mei Mudder] hat noch erlääbt, dass jeden Daag moijens de Sauhert, äh, durch die Strooße von Laudere is, ja, unn hat in sei Horn geblos unn moi Großmudder hat aa Wutze gehatt unn die hån dann, wann se das Horn geheert hån, sinn se allee ausem Stall eraus unn sinn mit demm in de Wald.
Ostpfälzisch (Dernbach (Pfalz), nach Tonaufnahme 1992–1997):
Also in de Vorderpalz. Der håt de Wei gern getrunke, mein Vadder, der hat aach recht g'habbt. Unn dann warer do im, im Deidesem, Wacherem, äh, Foorscht, unn in Kerschem an der Eck horrer e Wertschaft g'habbt. Unn do horrer sein Sack voll Berschde hieg'schickt. Unn die Leit hän des gewisst.
Batschkapfälzisch (Tscherwenka, nach Maschinenskript 1963):
Wie mei älschtr Bu, de Adam, in die eerscht Klaß gang is, vzählt de Bäck, notrte han ich an eem Tag mol zum gsaat: „Adamche, mei Liewer, ich will mol heit sieh, wasforche Fortschritt du in de Schul machscht, drum schreib mr deswe e Eenser uff dei Tafl“. „Tate, dene hamr noch net glernt.“ […] No han ich also meinm Eerschtklässr die Zahl wie e Hairoppr schee uff die Tafl gzeichnt. Kaum hot mei Bu de Eensr gsieh, meentr: „Je, Tate, wißnr, des, was ehr do gschrieb han, des is doch gar kee Eensr, weil des is jo e Egyes (ungarisch Einser), dene hamr schun längscht glernt“.